# Haploops lodo
Haploops lodo är en kräftdjursart som beskrevs av J. L. Barnard 1961. Haploops lodo ingår i släktet Haploops och familjen Ampeliscidae. Inga underarter finns listade i Catalogue of Life.